# Gulliver McGrath
Gulliver McGrath, detto Gully (Melbourne, 15 agosto 1998), è un attore australiano.

## Biografia
È nato e vive a Melbourne, ma ha anche vissuto molto tempo a Birmingham. Sua madre, Heidi Chapman, è un neuroscienziato, e suo padre, Craig, è un medico anestesista.
Nel 2012 ha interpretato il ruolo di David Collins in Dark Shadows e quello di Tad Lincoln nel film Lincoln di Steven Spielberg.
Ha frequentato la Melbourne Theatre Company a cui ha preso parte alla rappresentazione di Poor Boy insieme a Guy Pearce e Abi Tucker. Ha iniziato a recitare nel 2008 interpretando il ruolo di Charlie nella serie televisiva poliziesca Rush

## Filmografia

### Cinema
- The Loved Ones, regia di Sean Byrne (2009)
- Hugo Cabret (Hugo), regia di Martin Scorsese (2011)
- Dark Shadows, regia di Tim Burton (2012)
- Lincoln, regia di Steven Spielberg (2012)
- The Voices, regia di Marjane Satrapi (2014)
- Boys in the Trees, regia di Nicholas Verso (2016)

### Televisione
- Rush – serie TV, episodio 1x12 (2008)

### Cortometraggi
- The Wake, regia di Gemma Lee (2009)
- The Long Night, regia di Richard Williamson (2010)

## Riconoscimenti
| Anno | Award                                 | Categoria                                     | Lavoro       | Risultato   |
| ---- | ------------------------------------- | --------------------------------------------- | ------------ | ----------- |
| 2013 | Central Ohio Film Critics Association | Best Ensemble                                 | Lincoln      | 2º posto    |
| 2013 | Young Artist Award                    | Best Supporting Young Actor in a Feature Film | Dark Shadows | Candidato/a |

## Doppiatori italiani
Nelle versioni in italiano delle opere in cui ha recitato, Gulliver McGrath è stato doppiato da:
- Luca Baldini in Lincoln
- Andrea Di Maggio in Dark Shadows